# Hironori Ishikawa
Hironori Ishikawa (japanisch 石川 大徳 Ishikawa Hironori; * 6. Januar 1988 in der Präfektur Tokio) ist ein japanischer Fußballspieler.

## Karriere
Ishikawa erlernte das Fußballspielen in der Universitätsmannschaft der Ryūtsū-Keizai-Universität. Seinen ersten Vertrag unterschrieb er 2008 bei Mito HollyHock. Der Verein spielte in der zweithöchsten Liga des Landes, der J2 League. 2010 wechselte er zum Erstligisten Sanfrecce Hiroshima. Mit dem Verein wurde er 2012 und 2013 japanischer Meister. Für den Verein absolvierte er 35 Erstligaspiele. Im August 2013 wechselte er zum Ligakonkurrenten Vegalta Sendai. Für den Verein absolvierte er 10 Erstligaspiele. Danach spielte er bei Ōita Trinita, Mito HollyHock, Thespakusatsu Gunma und SC Sagamihara. Ende 2016 beendete er seine Karriere als Fußballspieler.

## Erfolge
Sanfrecce Hiroshima
- J1 League: 2012, 2013

- Japanischer Supercup: 2013

- J.League Cup: 2010 (Finalist)

- Kaiserpokal: 2013 (Finalist)